# Baldovce
Baldovce (německy Erkersdorf, Eckersdorf, Belsdorf, Baldowitz, Baldowetz, maďarsky Baldóc) jsou obec na Slovensku v okrese Levoča, v Prešovském kraji. První písemná zmínka o obci pochází z roku 1272.
Byly zde lázně; dnes je zde plnička minerální vody, jejíž pramen se nachází asi 400 m od podniku Závod Minerálnych vôd a.s v Baldovcích.

## Poloha
Obec se nachází v severní části Hornádské kotliny, tři kilometry západně od Spišského Podhradí. Obec leží od hlavního města Bratislavy 367 km, krajského města Prešov 47,9 km a okresního města Levoča 15,4 km, sousedí se čtyřmi obcemi : Buglovce, Nemešany, Spišské Podhradie a Hincovce.

### Vodní toky
- Kobuliansky potok